# Nouzilly
Nouzilly és un municipi francès, situat al departament de l'Indre i Loira i a la regió de Centre – Vall del Loira. L'any 2007 tenia 1.211 habitants.

## Demografia

### Població
El 2007 la població de fet de Nouzilly era de 1.211 persones. Hi havia 432 famílies, de les quals 76 eren unipersonals (60 homes vivint sols i 16 dones vivint soles), 132 parelles sense fills, 208 parelles amb fills i 16 famílies monoparentals amb fills.
La població ha evolucionat segons el següent gràfic:
Habitants censats

### Habitatges
El 2007 hi havia 516 habitatges, 447 eren l'habitatge principal de la família, 33 eren segones residències i 36 estaven desocupats. 502 eren cases i 12 eren apartaments. Dels 447 habitatges principals, 352 estaven ocupats pels seus propietaris, 74 estaven llogats i ocupats pels llogaters i 21 estaven cedits a títol gratuït; 2 tenien una cambra, 26 en tenien dues, 48 en tenien tres, 115 en tenien quatre i 256 en tenien cinc o més. 350 habitatges disposaven pel capbaix d'una plaça de pàrquing. A 145 habitatges hi havia un automòbil i a 281 n'hi havia dos o més.

### Piràmide de població
La piràmide de població per edats i sexe el 2009 era:
| Homes | Edats   | Dones |
| ----- | ------- | ----- |
| 0     | 95 o +  | 0     |
| 0     | 90 a 94 | 0     |
| 8     | 85 a 89 | 4     |
| 0     | 80 a 84 | 0     |
| 12    | 75 a 79 | 20    |
| 20    | 70 a 74 | 24    |
| 8     | 65 a 69 | 16    |
| 24    | 60 a 64 | 24    |
| 28    | 55 a 59 | 24    |
| 44    | 50 a 54 | 24    |
| 60    | 45 a 49 | 60    |
| 60    | 40 a 44 | 68    |
| 40    | 35 a 39 | 24    |
| 28    | 30 a 34 | 48    |
| 24    | 25 a 29 | 48    |
| 20    | 20 a 24 | 32    |
| 28    | 15 a 19 | 68    |
| 56    | 10 a 14 | 56    |
| 48    | 5 a 9   | 24    |
| 36    | 0 a 4   | 32    |

## Economia
El 2007 la població en edat de treballar era de 806 persones, 646 eren actives i 160 eren inactives. De les 646 persones actives 619 estaven ocupades (340 homes i 279 dones) i 27 estaven aturades (11 homes i 16 dones). De les 160 persones inactives 49 estaven jubilades, 77 estaven estudiant i 34 estaven classificades com a «altres inactius».

### Ingressos
El 2009 a Nouzilly hi havia 459 unitats fiscals que integraven 1.256 persones, la mediana anual d'ingressos fiscals per persona era de 19.844 €.

### Activitats econòmiques
Dels 33  establiments que hi havia el 2007, 1 era d'una empresa alimentària, 2 d'empreses de fabricació d'altres productes industrials, 2 d'empreses de construcció, 9 d'empreses de comerç i reparació d'automòbils, 2 d'empreses de transport, 2 d'empreses d'hostatgeria i restauració, 1 d'una empresa financera, 2 d'empreses de serveis, 7 d'entitats de l'administració pública i 5 d'empreses classificades com a «altres activitats de serveis».
Dels 6 establiments de servei als particulars que hi havia el 2009, 1 era una oficina de correu, 1 fusteria, 1 lampisteria, 1 perruqueria, 1 restaurant i 1 agència immobiliària.
L'únic establiment comercial que hi havia el 2009 era una fleca.
L'any 2000 a Nouzilly hi havia 26 explotacions agrícoles que ocupaven un total de 1.584 hectàrees.

## Equipaments sanitaris i escolars
L'únic equipament sanitari que hi havia el 2009 era una farmàcia.
El 2009 hi havia una escola elemental.

## Poblacions més properes
El següent diagrama mostra les poblacions més properes.